# Khan Noonien Singh
Khan Noonien Singh és un personatge fictici de la franquícia de ciència-ficció Star Trek que va aparèixer per primera vegada com a antagonista principal a l'episodi de Star Trek: La sèrie original "Llavor espacial" (1967), i va ser interpretat per Ricardo Montalbán, qui va repetir el seu paper a la pel·lícula de 1982 Star Trek 2: La còlera del Khan. A la pel·lícula de 2013 Star Trek Into Darkness, és interpretat per Benedict Cumberbatch.
Khan controlava més d'una quarta part de la Terra durant les Guerres Eugenètiques dels anys 1990. Després de ser reviscut de l'animació suspesa el 2267 per la tripulació de la nau estel·lar Enterprise, intenta capturar la nau estel·lar, però és frustrat per James T. Kirk i exiliat a Ceti Alpha V, on té l'oportunitat de crear una nova societat amb la seva gent. A Star Trek 2: La còlera del Khan, ambientada 15 anys després de "Llavor espacial", Khan escapa del seu exili i es proposa venjar-se de Kirk.
A Star Trek Into Darkness, ambientada en la continuïtat alternativa establerta a Star Trek (2009), Khan es desperta gairebé una dècada abans dels esdeveniments de "Llavor espacial". Se li dóna la identitat falsa John Harrison i l'almirall Marcus el coacciona perquè construeixi armes per a la Secció 31 i la Flota Estel·lar a canvi de les vides de la tripulació de Khan. Finalment es rebel·la i entra en conflicte amb la tripulació de l'Enterprise.

## Aparicions

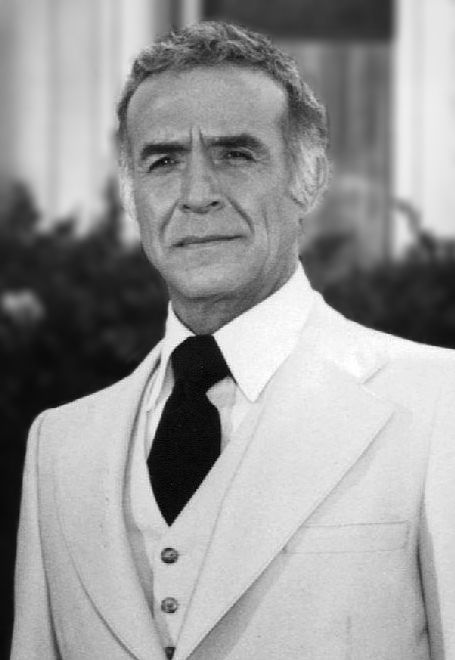
Ricardo Montalbán és Khan a TOS i les pel·lícules

### "Llavor espacial"
Khan fa la seva aparició introductòria com a antagonista a l'episodi "Llavor espacial", emès per primera vegada el 16 de febrer de 1967. Segons la història revelada a l'episodi, Khan forma part d'un grup de superhumans modificats genèticament, criats per alliberar-se de les limitacions mentals i físiques humanes habituals, que van ser apartats del poder després de les Guerres Eugenètiques dels anys noranta. Khan havia estat tant el conqueridor més reeixit com el governant més benigne del grup, governant més d'una quarta part de la superfície de la Terra a través d'Àsia fins a la Orient Mitjà de 1992 a 1996 amb mà ferma però generalment pacífica fins que va ser deposat. Mentre que la majoria dels superhomes van ser assassinats o condemnats a mort, Khan i 84 persones més van escapar de la Terra a través de la nau dormitori SS  Botany Bay. Botany Bay és descoberta per la tripulació de la nau estel·lar Enterprise el 2267, amb Khan i 72 dels 84 membres de la tripulació de Botany Bay encara vius, congelats criogènicament en animació suspesa.
Quan la cambra de son de Khan funciona malament, és transportat a l' Enterprise, on es desperta i s'assabenta que és al segle XXIII. Mentre remolquen la "Botany Bay" a una base estel·lar, Khan fascina i encanta la historiadora de la nau, Marla McGivers (Madlyn Rhue), mentre utilitza el seu accés als manuals tècnics de la nau per aprendre a prendre el control i operar l'"Enterprise". McGivers accepta ajudar Khan a reviure els altres superhomes, cosa que li permet organitzar un intent de presa de control. Per coaccionar la tripulació de l' "Enterprise" perquè cooperi amb ell, Khan col·loca el capità James T. Kirk (William Shatner) a la cambra de descompressió de la nau i amenaça de matar Kirk si la tripulació no se sotmet. McGivers no pot esperar mentre el seu capità mor i allibera Kirk, que neutralitza els homes de Khan mitjançant un gas neuronal. Khan es dirigeix a enginyeria i configura els motors de la nau per autodestruir-se, moment en què Kirk l'incapacita. El capità Kirk duu a terme una audiència i condemna Khan i els seus seguidors a l'exili en un món no colonitzat, Ceti Alpha V. Khan accepta el repte de Kirk —invocant la caiguda de Llucifer a El Paradís perdut de John Milton— i McGivers s'uneix a Khan en lloc d'afrontar un consell de guerra. Spock (Leonard Nimoy) es pregunta què donarà la "llavor" que Kirk ha plantat d'aquí a cent anys.

### Star Trek 2: La còlera del Khan
Khan torna com a antagonista a la pel·lícula de 1982 Star Trek 2: La còlera del Khan. El capità Clark Terrell (Paul Winfield) i el primer oficial Pavel Chekov (Walter Koenig) de l'USS Reliant busquen un món deshabitat per provar el dispositiu Genesis, una poderosa eina de terraformació. Es teletransporten al que creuen que és Ceti Alpha VI; tanmateix, Chekov aviat descobreix la "Botany Bay" i s'adona de la seva veritable ubicació. Després que Khan i la seva gent els capturin, Khan confirma que el món àrid és en realitat Ceti Alpha V; Ceti Alpha VI va explotar sis mesos després que ell i la seva gent haguessin estat abandonats, i el xoc resultant va canviar l'òrbita del seu planeta. El cataclisme va fer que Ceti Alpha V fos pràcticament inhabitable. Vint dels supervivents, inclòs McGivers, amb qui Khan s'havia casat, van ser posteriorment assassinats per l'única vida animal supervivent, l'anguila Ceti. Jurant venjança contra Kirk, ara almirall, per haver-los abandonat a la mort, Khan infesta Terrell i Chekov amb anguiles Ceti joves; les criatures entren al seu cervell, fent-los vulnerables a la suggestió. Khan, decidit a prendre el control del dispositiu Genesis, pren el control de "Reliant".
Khan atrau l' "Enterprise" a l'estació espacial "Regula I", i llança un atac sorpresa que inutilitza la nau de Kirk. Kirk enganya Khan utilitzant un codi especial per baixar remotament els escuts de "Reliant", permetent que l' "Enterprise" li infligeixi danys significatius. Khan es veu obligat a retirar-se per fer reparacions. Utilitzant Terrell i Chekov, controlats mentalment, com a espies, Khan captura el dispositiu Genesis i deixa Kirk abandonat a Regula I. Spock enganya Khan fent-li creure que l'Enterprise està paralitzat, sorprenent Khan quan l'Enterprise rescata Kirk i escapa a la propera Nebulosa de Mutara. Incitat a seguir Kirk, Khan pilota el Reliant cap a la nebulosa, on els escuts i sensors no funcionen. A causa de la inexperiència de Khan amb el combat espacial tridimensional, l'Enterprise derrota el Reliant i Khan resulta ferit de mort. Negant-se a acceptar la derrota, Khan activa el dispositiu Genesis, amb la intenció de matar el seu enemic juntament amb ell mateix. Khan cita les paraules de venjança d'Ahab de Moby-Dick abans de morir: "Des del cor de l'infern et clavo; per amor a l'odi, t'escupo el meu últim alè".

### Star Trek Into Darkness
Khan apareix a la pel·lícula del 2013 Star Trek Into Darkness, que té lloc en la línia de temps alternativa establerta a Star Trek (2009). Tot i que la història del personatge continua sent la mateixa, Khan és reviscut per l'almirall de la Flota Estel·lar Alexander Marcus en lloc de la tripulació de lEnterprise. Marcus anticipa una guerra amb els klíngons i obliga Khan a desenvolupar naus de guerra i armes per a la Flota Estel·lar sota la identitat encoberta de John Harrison, mantenint com a ostatges els companys de Khan. Aquests desenvolupaments inclouen torpedes avançats de llarg abast i la nau de guerra USS Vengeance.
Khan duu a terme un atac a una reunió d'alt nivell de la Flota Estel·lar on l'almirall Christopher Pike és assassinat abans de fugir al món natal dels klíngons Qo'noS. Marcus arma l' "Enterprise" amb 72 torpedes avançats i envia Kirk i la tripulació a Qo'noS amb ordres de matar Khan. Kirk va en contra de les seves ordres i intenta capturar-lo viu. En assabentar-se del nombre de torpedes a bord de l' "Enterprise", Khan es rendeix, revelant la seva identitat, la presència dels seus seguidors dins dels torpedes i els motius dels seus atacs.
Quan Marcus arriba a bord de la "Vengeance" i ataca l' "Enterprise", Kirk i Khan treballen junts per prendre el control del pont de la "Vengeance". Un cop en control de la "Vengeance", Khan mata Marcus i exigeix que Spock torni la seva tripulació. Spock, després d'haver tret la gent de Khan dels torpedes, baixa els escuts de l'"Enterprise" i permet a Khan teletransportar els caps de les armes activades a bord del "Vengeance". Abans que Khan pugui atacar l'"Enterprise", Spock detona els torpedes de forma remota, paralitzant el "Vengeance". Khan estavella el "Vengeance" a San Francisco en un intent de destruir la Caserna General de la Flota Estel·lar i escapar, però és perseguit i capturat per Spock i Uhura. Khan torna a ser sostingut criogènicament juntament amb la seva tripulació.

### "Tomorrow and Tomorrow and Tomorrow"
Khan apareix com un noi a l'episodi de la segona temporada de Star Trek: Strange New Worlds "Tomorrow and Tomorrow and Tomorrow", en què Sera (Adelaide Kane), una agent romulana que viatja en el temps, intenta fer descarrilar la història humana assassinant Khan durant la seva joventut. Finalment, va ser aturada per la pròpia descendent de Khan, La'an Noonien-Singh (Christina Chong), juntament amb una versió alternativa de James T. Kirk (Paul Wesley), que van ser enviats enrere en el temps per preservar el curs de la història.

### Novel·les i còmics
Khan ha aparegut en diverses novel·les i publicacions de còmics. Com passa amb tot el material de "Star Trek" que no sigui televisiu ni cinematogràfic, les publicacions estan fora del cànon de Star Trek.
L'autor Greg Cox va escriure tres novel·les de "Star Trek" protagonitzades per Khan, publicades pel titular de la llicència Pocket Books. En els dos volums The Eugenics Wars: The Rise and Fall of Khan Noonien Singh, Khan és representat com un indi del nord d'Índia d'una família de sikhs. "Khan" és un títol; els seus pares adoptius són de Chandigarh, Punjab, Índia, i tots dos són científics eugenèsics. Al final de la segona novel·la, Khan i els seus seguidors són enviats a bord del Botany Bay per Gary Seven com a part d'un acord per aturar les maquinacions de Khan a la Terra. La continuació del 2005, To Reign in Hell: The Exile of Khan Noonien Singh, relata el que va passar a Khan i els seus companys exiliats entre els esdeveniments de "Llavor espacial" i La còlera del Khan. Una versió diferent de l'exili de Khan a Ceti Alpha V es representa a la minisèrie de còmics de IDW Publishing del 2010 Khan: Ruling in Hell.
Del 2013 al 2014, IDW va publicar una sèrie de còmics en cinc parts que explicaven la història de l'encarnació de Khan a Into Darkness. El primer número de la sèrie reconeix la discrepància de l'aspecte físic de Khan en comparació amb el de l'encarnació anterior.

## Desenvolupament

### Desenvolupament inicial
El guionista Carey Wilber va presentar "Llavor espacial" als productors de Star Trek Gene Roddenberry, Gene L. Coon i Robert H. Justman amb un esquema de 18 pàgines datat el 29 d'agost de 1966. En l'esquema, Wilber imaginava la tripulació de Botany Bay com a criminals enviats en un viatge de 1.500 anys per fer lloc a la Terra per a altres. Khan va ser representat com un criminal nòrdic amb un cos "magnífic", Harald Ericsson. Els productors van suggerir canvis a l'esquema en una sèrie de memoràndums; en memoràndums datats el 7 i el 9 de setembre, Coon va suggerir canvis significatius a Ericsson. "Vull fer més amb ell del que heu indicat a l'esquema de la història", va escriure. Creient que Ericsson (mal escrit com a Erickson a la nota) podria ser un adversari digne per a Kirk, Coon va suggerir que el personatge fos "de fet molt similar a James Kirk, el nostre capità, excepte que el nostre capità s'ha adaptat a aquest món i a aquesta cultura […] En altres paraules, Carey, fes-nos un gegant".
El primer esborrany del guió va presentar el personatge com a John Ericssen, que es revela com un home involucrat en "La tirania del primer món", anomenat Ragnar Thorwald. El personatge de Thorwald era més brutal que Khan a la versió final, matant guàrdies amb un faser. En el guió original, Kirk perdona a Ericssen i li ofereix a ell i a la seva gent una oportunitat per a un nou començament —una cosa que va romandre a l'episodi final— però el personatge que cometia un assassinat hauria impedit aquest final, ja que els censors de la NBC haurien obligat a castigar el "dolent" per les seves accions.
A l'esborrany final, Khan és indi; un personatge endevina que Khan és del Nord de l'Índia i "probablement un Sikh". El nom complet de Khan es basava en el de Kim Noonien Singh, un pilot amb qui Roddenberry va servir durant la Segona Guerra Mundial. Roddenberry va perdre el contacte amb el seu amic i havia esperat que el nom similar a Singh pogués atreure la seva atenció i renovar el seu vell conegut.
A "Llavor espacial", Khan es presenta com a posseïdor de diverses característiques positives: és amable, somrient, valent i generós. No se sent amenaçat per l'èxit dels altres i fomenta la seva autoestima. També és ambiciós i desitja un repte a l'altura de les seves habilitats, però aquesta ambició no es veu temperada per cap consideració dels drets dels altres. L'autor Paul Cantor afirma que Khan és una imatge reflectida de Kirk, compartint la seva agressivitat, ambició i fins i tot les seves tendències faldilleres, però posseint-les en un grau molt més gran. Durant l'episodi, diversos dels personatges expressen la seva admiració per l'home fins i tot quan s'hi oposen, i Kirk es refereix a ell com "el millor dels tirans i el més perillós". L'aspecte i l'accent sobrehumans del personatge (Montalbán va néixer i créixer a Mèxic en una llar de parla hispana) el diferencien fortament de la majoria dels personatges de "Star Trek".

### La còlera del Khan
Després de la decebedora resposta a la primera pel·lícula de Star Trek, l'argument i la direcció de La pel·lícula, els executius de Paramount van nomenar Harve Bennett, un productor de televisió que mai havia vist Star Trek, com a productor executiu de la seqüela. Bennett va veure tots els episodis de la sèrie original i va triar Khan de "Llavor espacial" com a possible vilà per a la pel·lícula. Els primers esborranys del guió tenien Khan com un tirà fosc que liderava un planeta en revolta; esborranys posteriors van afegir el "dispositiu Genesis", que Khan robaria.
El dissenyador de vestuari Robert Fletcher volia emfatitzar els efectes del seu entorn dur sobre Khan i els seus seguidors. "La meva intenció amb Khan era expressar el fet que havien estat abandonats en aquell planeta sense infraestructura tècnica, de manera que havien de canibalitzar des de la nau espacial tot allò que feien servir o portaven. Per tant, vaig intentar fer que semblés que s'havien vestit amb peces de tapisseria i equips elèctrics que havien compost la nau", va dir. El director Nicholas Meyer li va dir a Montalbán que mantingués el guant dret de Khan posat en tot moment per tal de donar als espectadors un trencaclosques sobre el qual poguessin formar les seves pròpies opinions i afegir misteri al personatge. A Meyer li han preguntat repetidament si Montalbán portava una pròtesi de pit per a les seves escenes, ja que el seu uniforme estava dissenyat expressament amb una part frontal oberta. Meyer va respondre en comentaris d'àudio per a la pel·lícula que Montalbán (que tenia 61 anys durant el rodatge) és "un paio fort" i que no es van aplicar pròtesis a la considerable figura de l'actor.
En cap moment durant "La còlera del Khan" Khan i Kirk són al mateix lloc; només parlen entre ells a través d'enllaços de comunicació com ara pantalles de visualització. Això va ser degut en part al fet que el rodatge del "Reliant" era una redecoració del pont "Enterprise", i les escenes dels dos actors es van filmar amb quatre mesos de diferència. Montalbán va recitar les seves línies amb un assistent de guió, en lloc de fer-ho a William Shatner.
Montalbán va dir en les entrevistes promocionals de la pel·lícula que es va adonar al principi de la seva carrera que un bon dolent no es veu a si mateix com a dolent. El dolent pot fer coses dolentes, però sent que les fa per raons justes. Montalbán va afirmar a més que sempre intentava trobar un defecte en el personatge, ja que ningú és completament bo ni completament dolent; tot i que Khan tenia una visió força distorsionada de la realitat i, per tant, duia a terme actes malvats, encara sentia que la seva venjança era una causa noble a causa de la mort de la seva dona. Khan cita el personatge d'Ahab de Moby-Dick al llarg de la pel·lícula, fent notar el seu desig de fer que Kirk pagui pels errors que li ha infligit.

### Star Trek Into Darkness

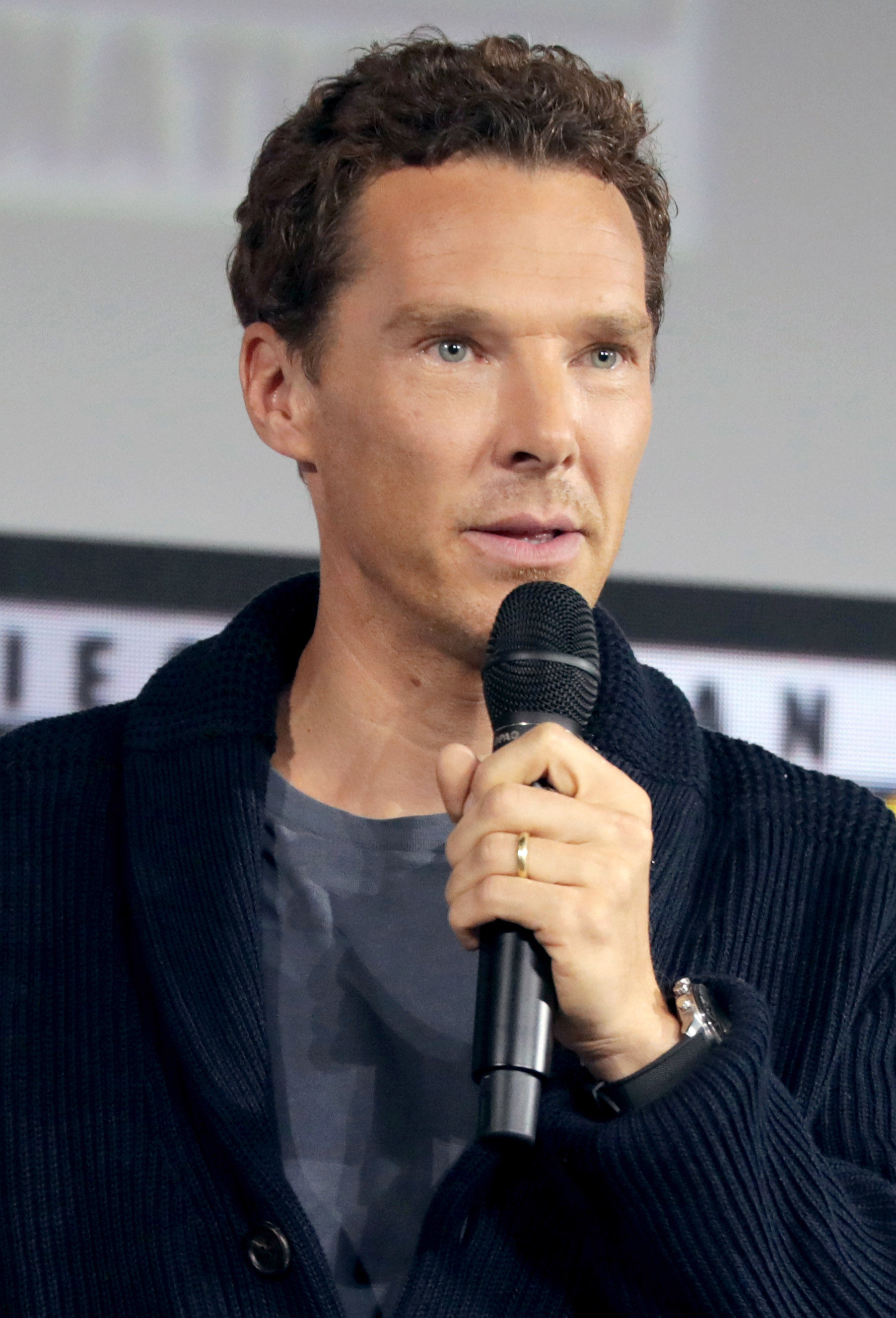
Benedict Cumberbatch interpreta Khan a Star Trek Into Darkness.

Després de l'èxit de taquilla de la reinvenció de Star Trek de J. J. Abrams i l'anunci que els actors Chris Pine i Zachary Quinto havien acceptat provisionalment aparèixer en dues seqüeles, van començar a circular rumors a Internet sobre la trama de la segona pel·lícula. Abrams va insinuar que, a causa de la història alternativa creada a la primera pel·lícula, la reintroducció de Khan a la història de Star Trek continuava sent una possibilitat. Abrams va dir a MTV: "[Khan i Kirk] existeixen, i tot i que la seva història pot no ser exactament com la que la gent coneix, jo diria que el caràcter d'una persona és el que és", va dir Abrams sobre la idea que el seu Khan podria ser igual de malvat, fins i tot si Kirk mai el va deixar a Ceti Alpha V. "Certes persones estan destinades a creuar-se i trobar-se, i Khan és allà fora... fins i tot si no té els mateixos problemes". L'escriptor Damon Lindelof va declarar que la "intensa gravetat" de Khan, sobretot pel que fa a la manera com el personatge pronunciava els monòlegs, el convertia en un personatge obligatori, fins i tot si el seu estatus icònic feia que l'equip tingués por de la reacció dels fans. Lindelof va afirmar en broma que "mai va ser realment un 'Hauríem de fer-ho o no?'" tant com era "Realment hem de fer això, però si no ho fem bé, la gent ens matarà".
Com a part de la campanya de secretisme, Benedict Cumberbatch va negar que estigués interpretant Khan durant les entrevistes, descrivint Harrison simplement com un terrorista amb el seu propi propòsit, així com "algú que està activat i fabricat d'alguna manera per la Flota Estel·lar, i és una escena que ha tornat a perseguir-lo." Va parlar de l'ambigüitat moral del personatge dient que encaixava amb la dita "el terrorista d'un home és el lluitador per la llibertat d'un altre home", afegint paral·lelismes amb l'ordre mundial actual "ja sigui la política exterior dels EUA o les accions d'alguns terroristes". Els guionistes d' Into Darkness Roberto Orci i Alex Kurtzman van afegir que van utilitzar el personatge de Khan no sols per la seva popularitat amb els fans—"És tan fàcil caure en el parany de fer alguna cosa perquè penses que a la gent li encantarà. Has de pensar en el que pot ser la pel·lícula per si sola i després, si resulta que el dolent potser pot ser Khan, aleshores ho pots fer. Però no pots començar per aquí."—però per encaixar amb el tema de la seqüela de "fins on arribarem per venjar-nos i fer justícia a un enemic que ens fa por".
Alguns van protestar per l'escolliment de Cumberbatch per al paper de Khan, creient que el paper s'hauria d'haver donat a una persona d'ascendència índia.

## Anàlisi
Superficialment, Khan ha estat comparat amb el concepte de Friedrich Nietzsche del "Übermensch" (superhome). Khan és mentalment i físicament superior a qualsevol humà normal. A l'episodi de Star Trek: Enterprise "Borderland", Malik, el líder d'un grup de "superhomes" creats a partir del mateix projecte d'enginyeria genètica que Khan, cita Nietzsche, dient-li a Archer que "la humanitat és quelcom que s'ha de superar". El professor William J. Devlin i el coautor Shai Biderman van examinar el caràcter de Khan en comparació amb l'Übermensch i van descobrir que la recerca cega de venjança de Khan va en contra dels ideals de Nietzsche de transcendència i autocreació d'una vida amb sentit. En canvi, els autors ofereixen l'autosacrifici de Spock a "La còlera del Khan" com un millor exemple de l'Übermensch.

## Recepció i llegat
L'actuació de Montalbán com a Khan va ser rebuda favorablement per la crítica. En parlar de les pel·lícules de «Star Trek», l'Associated Press va assenyalar que les pel·lícules de Star Trek es mesuraven per la seva amenaça, i que Khan estava entre les millors de la sèrie; una ressenya del 2002 de les pel·lícules de "Star Trek" va classificar Khan com el pitjor enemic vist en qualsevol de les pel·lícules. Els crítics de La còlera del Khan, com ara Roger Ebert, van qualificar Khan com un dels aspectes més forts de la pel·lícula. La crítica del New Yorker Pauline Kael va dir que l'actuació de Montalbán "va ser l'única validació que mai ha tingut del seu poder per a dominar la pantalla gran."
El crític Christopher Null assenyala que "entre els trekkies ara és gairebé un fet vàlid que... Star Trek 2: La còlera del Khan és el millor indiscutible de la sèrie, i probablement mai no tindrà un igual", i qualifica Khan com el "millor paper de la carrera de [Montalbán] . Tot i que considerava que el dolent de Star Trek: La pel·lícula, V'Ger, era més cerebral i interessant, l'autor James Iaccino assenyala que la majoria dels fans i cinèfils preferien la lluita arquetípica del bé contra el mal que representa la lluita entre Khan i Kirk. Els dolents de les pel·lícules posteriors de Star Trek s'han mesurat segons l'estàndard de Khan, amb La Paramount prometia als fans que el dolent de Star Trek: Generations seria igual al superhome genètic. IGN va classificar Khan com el millor dolent de Star Trek, assenyalant que va establir el patró per als dolents que busquen venjança de la sèrie; en les dècades transcorregudes des de l'estrena de la pel·lícula, "fins i tot aquells amb un interès passatger [en Trek] coneixen el nom". El productor de Star Trek Rick Berman el va anomenar el dolent "amenaçador i memorable".
Khan també és reconegut com un gran dolent fora de la sèrie Star Trek. L'Associated Press va qualificar el personatge com "un dels grans vilans de la ciència-ficció". El 2002, els 132 membres de la Societat de Crítics de Cinema en Línia van votar Khan com el desè millor vilà de la pantalla de tots els temps, l'únic personatge de "Star Trek" que apareix a la llista. El 2006, la revista "Emmy" va votar Khan com "el personatge més estrany de la televisió", superant altres personatges de ciència-ficció com ara el Doctor i el Comandant Adama. Els editors van escriure que "Khan era tan genial que hauríem comprat un Chrysler Cordoba si ens ho hagués dit", al·ludint a una campanya publicitària en què Montalbán va aparèixer per a Chrysler. El personatge també va tenir un impacte cultural fora del fandom de Star Trek; un clip de La còlera del Khan amb Kirk cridant "Khaaan!" va ser una apropiació de la cultura popular que es va convertir en una "moda popular" que va impulsar l'èxit del lloc web YTMND.
El 2004, la franquícia Star Trek va tornar a la història de Khan en un arc narratiu de tres episodis a Star Trek: Enterprise. A "Borderland", "Cold Station 12" i "The Augments", es retrata un científic del segle XXII que ha reviscut embrions modificats genèticament de l'època de Khan i els ha criat com a "Augments". El productor d' Enterprise Manny Coto va descriure aquests personatges com a "mini Khan Noonien Singhs". Una descendent de Khan, La'an Noonien-Singh, apareix a Star Trek: Strange New Worlds; a l'episodi de viatges en el temps "Tomorrow and Tomorrow and Tomorrow", Khan apareix com un nen interpretat per Desmond Sivan.
L'actuació de Benedict Cumberbatch a Star Trek Into Darkness va rebre elogis de la crítica, i Peter Travers de la revista Rolling Stone la va qualificar de "obra mestra a tenir en compte" i el seu personatge de "vilà per a tots els temps". Joe Neumaier, del Daily News de Nova York, va escriure que Cumberbatch va interpretar "un dels millors vilans d'èxit de taquilla dels últims temps". Jonathan Romney de The Independent va assenyalar específicament la veu de Cumberbatch dient que era "Tan sepulcralment ressonant que podria haver estat sintetitzada a partir dels timbres combinats d'Ian McKellen, Patrick Stewart i Alan Rickman fent un concurs d'elocució dins d'un pou." The New York Times va elogiar la seva presència a la pantalla dient: "Fusiona el carisma byronic amb una intel·ligència impacient i imperiosa que sembla augmentar el coeficient intel·lectual ambiental sempre que surt a la pantalla."
Christian Blauvelt del lloc web Hollywood.com va criticar la selecció de Khan a Star Trek Into Darkness com a "emblanquit fins a l'oblit". L'actor de Star Trek: Voyager Garrett Wang va tuitejar "El càsting de Cumberbatch va ser un error per part dels productors. No critico l'actor ni el seu talent, només el càsting."
El coproductor i coguionista Roberto Orci va abordar el tema del càsting:
| « | Bàsicament, a mesura que anàvem pel procés de càsting i començàvem a perfeccionar els temes de la pel·lícula, em va resultar incòmode donar suport a la demonització de qualsevol persona de color, especialment qualsevol persona d'ascendència de l'Orient Mitjà o qualsevol persona que ho evoqués. Un dels punts de la pel·lícula és que hem de tenir cura amb el dolent que portem dins "nosaltres", no amb cap altra raça. | » |